# Seznam zápasů slovenské a finské hokejové reprezentace
Toto je seznam zápasů slovenské a finské hokejové reprezentace na MS a Zimních olympijských hrách.

## Mistrovství světa v ledním hokeji
| Datum     | Číslo | Slovensko | Výsledek | Zápas       | MS   | Místo      | Branky Slovenska                                                    |
| --------- | ----- | --------- | -------- | ----------- | ---- | ---------- | ------------------------------------------------------------------- |
| 2.5.1997  | 1     | Slovensko | 2:5      | ZS          | 1997 | Helsinky   | Ľubomír Kolník • Jiří Bicek                                         |
| 4.5.2000  | 2     | Slovensko | 2:2      | ZS          | 2000 | Petrohrad  | Michal Hreus • Ján Pardavý                                          |
| 12.5.2000 | 3     | Slovensko | 3:1      | semifinále  | 2000 | Petrohrad  | Ján Pardavý • Miroslav Šatan • Richard Kapuš                        |
| 2.5.2001  | 4     | Slovensko | 2:5      | ZS          | 2001 | Norimberk  | Ladislav Nagy • Róbert Petrovický                                   |
| 30.4.2002 | 5     | Slovensko | 1:3      | ZS          | 2002 | Göteborg   | Dušan Milo                                                          |
| 2.5.2003  | 6     | Slovensko | 5:1      | osmifinále  | 2003 | Helsinky   | 2x Miroslav Šatan • Richard Kapuš • Ladislav Nagy • Miroslav Hlinka |
| 28.4.2004 | 7     | Slovensko | 5:2      | ZS          | 2004 | Ostrava    | 2x Marián Gáborík • 2x Miroslav Šatan • Ľuboš Bartečko              |
| 7.5.2008  | 8     | Slovensko | 2:3      | ZS          | 2008 | Halifax    | Róbert Petrovický • Miroslav Kováčik                                |
| 1.5.2009  | 9     | Slovensko | 1:2 PP   | osmifinále  | 2009 | Kloten     | Ľuboš Bartečko                                                      |
| 17.5.2010 | 10    | Slovensko | 2:5      | osmifinále  | 2010 | Kolín      | Tomáš Tatar • Vladimír Mihálik                                      |
| 7.5.2011  | 11    | Slovensko | 1:2      | osmifinále  | 2011 | Bratislava | Marián Gáborík                                                      |
| 6.5.2012  | 12    | Slovensko | 0:1      | ZS          | 2012 | Helsinky   | nikdo                                                               |
| 4.5.2013  | 13    | Slovensko | 0:2      | ZS          | 2013 | Helsinky   | nikdo                                                               |
| 16.5.2013 | 14    | Slovensko | 3:4      | čtvrtfinále | 2013 | Helsinky   | Michel Miklík • Andrej Sekera • Tomáš Surový                        |
| 9.5.2015  | 15    | Slovensko | 0:3      | ZS          | 2015 | Ostrava    | nikdo                                                               |
| 15.5.2016 | 16    | Slovensko | 0:5      | ZS          | 2016 | Petrohrad  | nikdo                                                               |
| 11.5.2019 | 17    | Slovensko | 2:4      | ZS          | 2019 | Košice     | Erik Černák • Martin Marinčin                                       |
| 26.5.2022 | 18    | Slovensko | 2:4      | čtvrtfinále | 2022 | Tampere    | Adam Sýkora, Pavol Regenda                                          |

## Zimní olympijské hry
| Datum     | Číslo | Slovensko | Výsledek | Zápas      | ZOH  | Místo     | Branky Slovenska                              |
| --------- | ----- | --------- | -------- | ---------- | ---- | --------- | --------------------------------------------- |
| 27.2.2010 | 1     | Slovensko | 3:5      | o 3. místo | 2010 | Vancouver | Marián Gáborík • Marián Hossa • Pavol Demitra |
| 10.2.2022 | 2     | Slovensko | 2:6      | ZS         | 2022 | Peking    | 2x Juraj Slafkovský                           |
| 18.2.2022 | 3     | Slovensko | 0:2      | semifinále | 2022 | Peking    | nikdo                                         |